# 半正矢
| 半正矢        |                                                                                        |
|               |                                                                                        |
| 性質          |                                                                                        |
| 奇偶性        | 偶                                                                                     |
| 定義域        | (-∞,∞)                                                                                 |
| 到達域        | [0,1]                                                                                  |
| 周期          | {\displaystyle 2\pi } （360°）                                                         |
| 特定值        |                                                                                        |
| 當x=0         | 0                                                                                      |
| 當x=+∞        | N/A                                                                                    |
| 當x=-∞        | N/A                                                                                    |
| 最大值        | ({\displaystyle \left(2k+1\right)\pi }, 1) (360°k+180°, 1)                             |
| 最小值        | (2{\displaystyle k\pi }, 0) (360°k, 0)                                                 |
| 其他性質      |                                                                                        |
| 渐近线        | N/A                                                                                    |
| 根            | {\displaystyle 2k\pi } （{\displaystyle 360^{\circ }k}）                               |
| 臨界點        | {\displaystyle k\pi } （{\displaystyle 180^{\circ }k}）                                |
| 拐點          | {\displaystyle k\pi -{\tfrac {\pi }{2}}} （{\displaystyle 180^{\circ }k-90^{\circ }}） |
| 不動點        | 0                                                                                      |
| k是一個整數。 |                                                                                        |

在數學中，半正矢（英文：haversed sine、 haversine或semiversus）
或半正矢函數是一種三角函數，是正矢函數的一半，因半正矢公式出名，在早期導航術中，半正矢是一個很重要的函數，因為半正矢公式可以在給定角度位置（如經度和緯度）精確地計算出任何球面上的兩點間的距離，若不使用半正矢函數，則該計算會出現{\displaystyle \sin ^{2}\left({\tfrac {\theta }{2}}\right)}和對應反運算的{\displaystyle 2\arcsin {\sqrt {z}}}，因此若有半正矢函數的函數表，則能夠省去平方及平方根的運算。
半正矢函數是一個周期函数，其最小正周期为{\displaystyle 2\pi }（360°）。
其定義域為整個實數集，值域是{\displaystyle [0,1]}。
在自变量为{\displaystyle (2n+1)\pi }（{\displaystyle 360^{\circ }n+180^{\circ }}，其中{\displaystyle n}为整数）时，该函数有极大值1；在自变量为{\displaystyle 2n\pi }（或{\displaystyle 360^{\circ }n}）时，该函数有极小值0。半正矢函数是偶函数，其图像关于y轴对称。
半正矢函數有很多種表示法，包括了haversin(θ)、 semiversin(θ)、 semiversinus(θ)、 havers(θ)、 hav(θ)、 hvs(θ)、
sem(θ)或 hv(θ)。

## 歷史
半正矢函數出現於半正矢公式中，其可以据两点的经度和纬度来确定大圆上两点之间距离，且在導航術中被廣泛地使用，因此十九和二十世纪初的导航和三角测量书中包含了半正矢值表和对数表。第一份英文版的半正矢表由詹姆斯·安德鲁（James Andrew）在1805年印刷出版。而弗洛里安·卡喬里相信类似的术语在1801年就曾被約瑟夫·德門多薩以里奧斯使用过。
1835年，詹姆斯·英曼在其著作《航海与航海天文学：供英国海员使用》（Navigation and Nautical Astronomy: For the Use of British Seamen）第三版中创造了“半正矢”一词以简化地球表面两点之间的距离计算，應用於球面三角学關於导航的部分。
其他備受推崇的半正矢表還有理查德·法利（Richard Farley）發表於1856年的半正矢表以及約翰·考菲爾德·漢寧頓（John Caulfield Hannyngton）發表於1876年的半正矢表。
半正矢在導航術中持續有相關應用，而近幾十年來發現了半正矢新的應用。如1995年來布魯斯·D·斯塔克（Bruce D. Stark）利用高斯對數之清晰的月角距計算方法，以及2014年提出用於視線縮減之更緊湊的方法。

## 定義

正弦（黃色）與半正矢（藍色）的關係

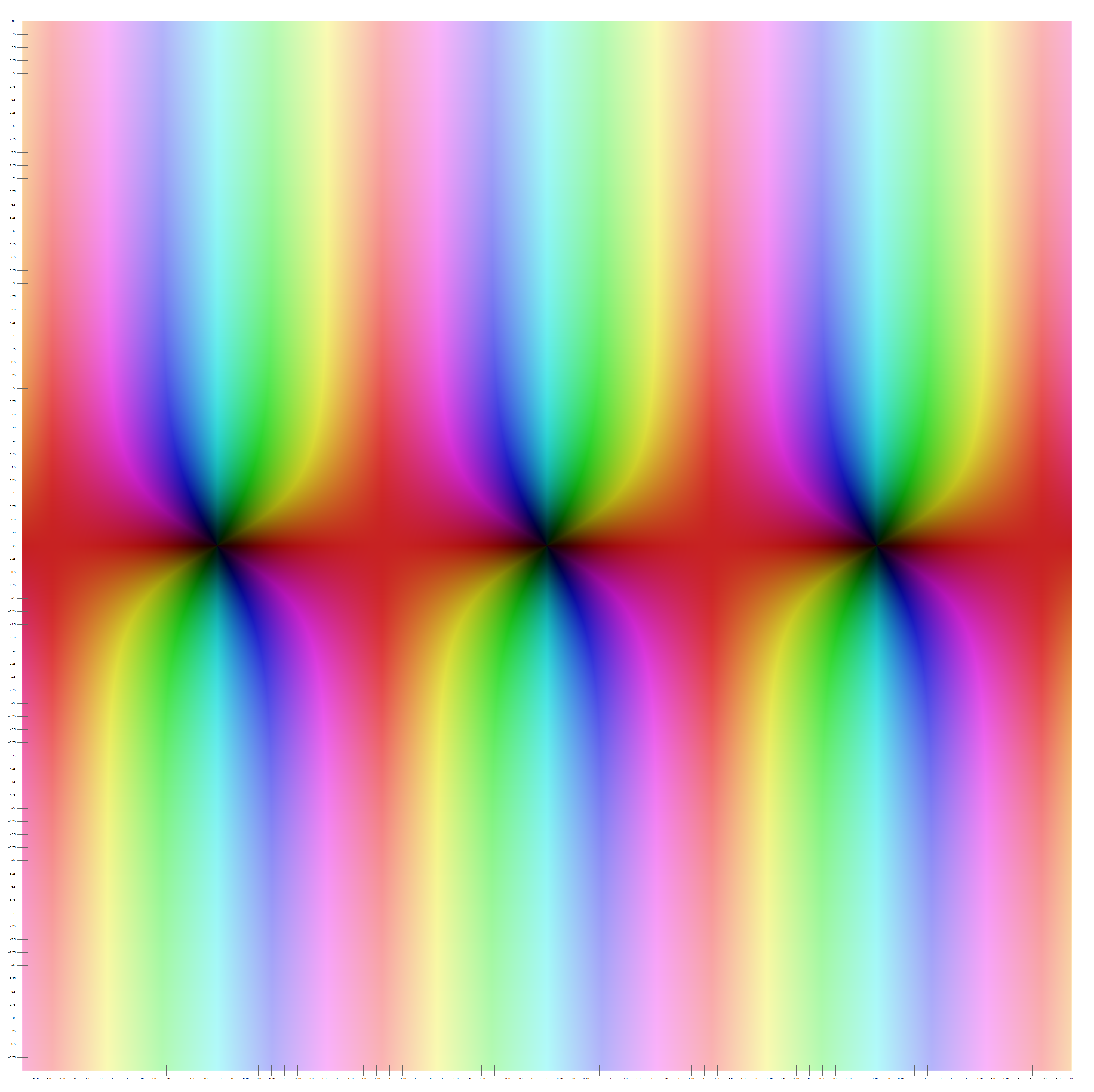
半正矢函數在複數域的色相環複變函數圖形

半正矢定義為正矢函數的一半：
{\displaystyle \operatorname {hav} z={\frac {1}{2}}\operatorname {vers} z}
其他等價的定義包括：
{\displaystyle \operatorname {hav} z={\frac {1-\cos z}{2}}=\sin ^{2}{\frac {z}{2}}}
對應的指數定義為：
{\displaystyle \operatorname {hav} z={\frac {2-e^{iz}-e^{-iz}}{4}}}
半正矢也可以使用麦克劳林级数來定義：
{\displaystyle \operatorname {hav} z={\frac {z^{2}}{4}}-{\frac {z^{4}}{48}}+{\frac {z^{6}}{1440}}-{\frac {z^{8}}{80640}}+\cdots =\sum _{k=1}^{\infty }{\frac {(-1)^{k-1}}{2(2k)!}}z^{2k}}

## 微分與積分

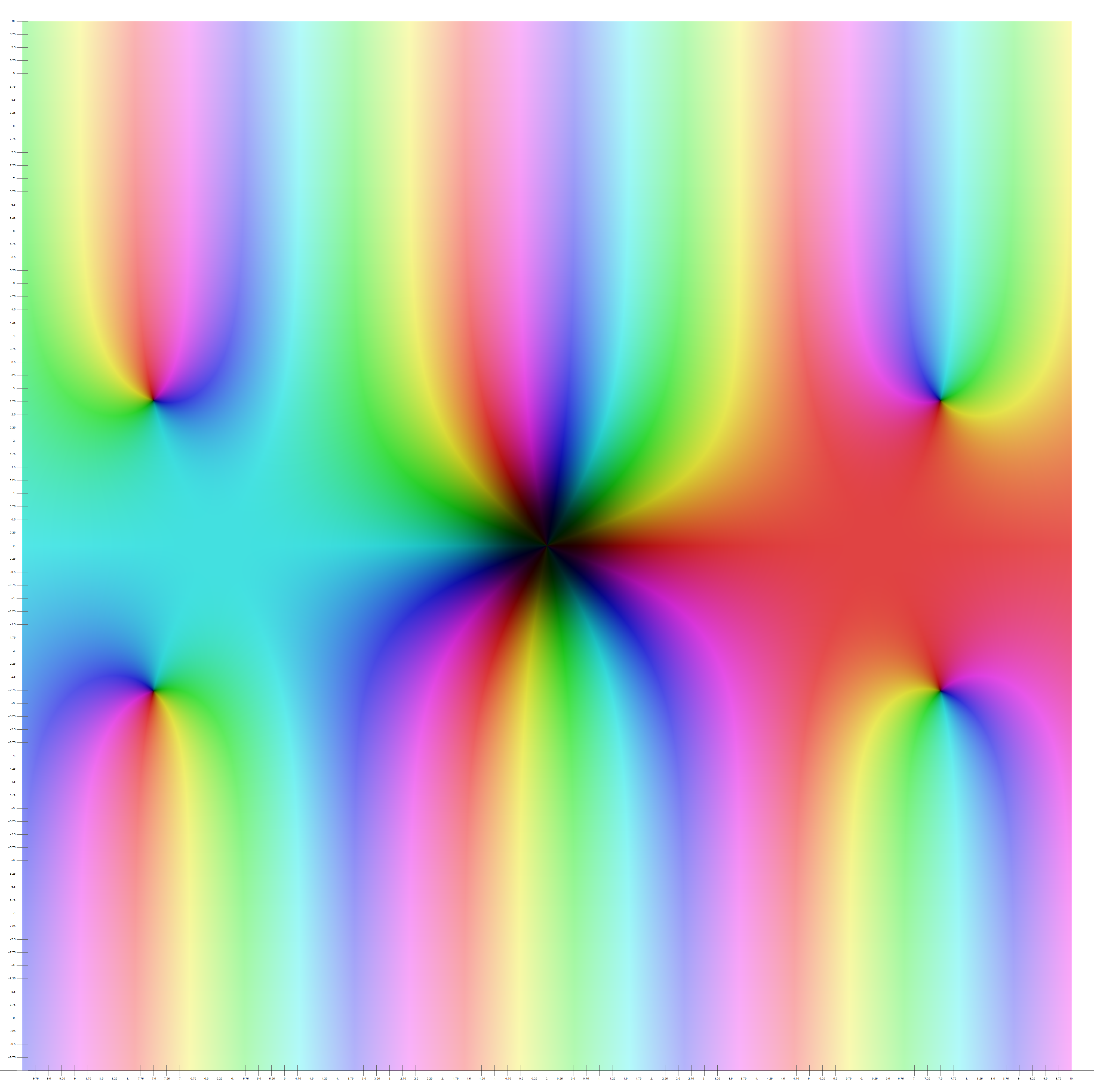
半正矢函數的積分在複數域的色相環複變函數圖形

半正矢函數的微分為：
{\displaystyle {\frac {d}{dz}}\operatorname {hav} z={\frac {\sin z}{2}}}
積分為：
{\displaystyle \int \operatorname {hav} z\;dz={\frac {z-\sin z}{2}}+C\,\!}

## 反半正矢

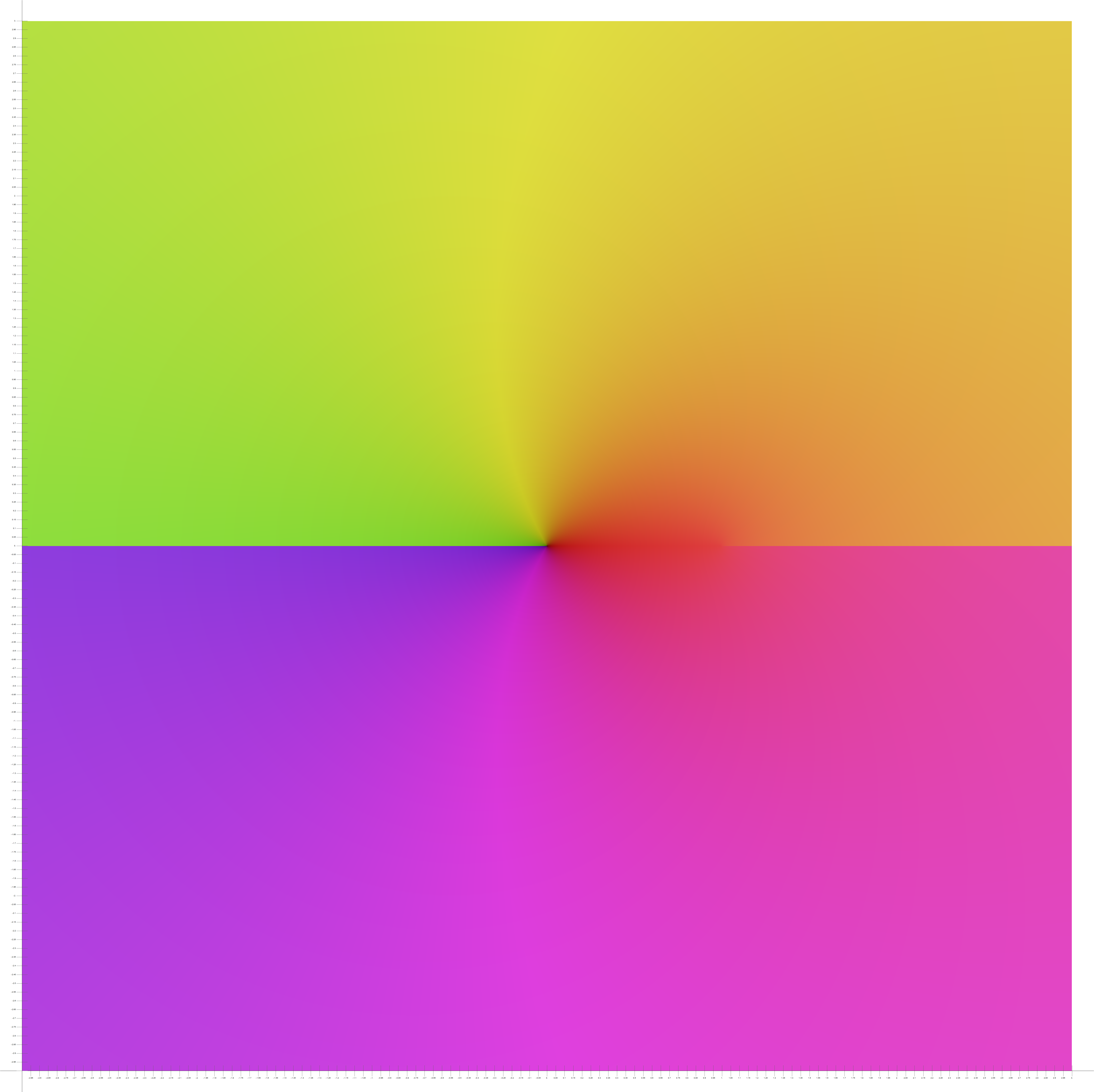
反半正矢在複數域的色相環複變函數圖形

反半正矢或反半正矢函數是半正矢函數的反函數。由於半正矢函數是週期函數，導致半正矢函數是雙射且不可逆的而不是一個對射函數（即多個值可能只得到一個值，例如1和所有同界角），故無法有反函數，但我們可以限制其定義域，因此，反半正矢是單射和滿射也是可逆的，另外，我們也需要限制值域，將半正矢函數函數的值域定義在{\displaystyle \left[0,\pi \right]}（[0,180°]）。在此定義下，其最小值為0、最大值為{\displaystyle \pi }（180°）。該定義只考慮了實數的部分，進一步的，我們可以將反半正矢以反正弦進行定義，進一步地將之推廣到複數域：
{\displaystyle \operatorname {archav} z=2\arcsin {\sqrt {z}}}
反半正矢函數也可以使用級數來定義：
{\displaystyle \operatorname {archav} x=2x^{\frac {1}{2}}+{\frac {x^{\frac {3}{2}}}{3}}+{\frac {3x^{\frac {5}{2}}}{20}}+{\frac {5x^{\frac {7}{2}}}{56}}+\cdots =\sum _{n=0}^{\infty }{\frac {1}{2^{2n-1}\left(2n+1\right)}}{\binom {2n}{n}}x^{n+{\frac {1}{2}}}}
反半正矢函數的微分與積分為：
{\displaystyle {\frac {d}{dz}}\operatorname {archav} z={\frac {1}{\sqrt {\left(1-z\right)z}}}}
{\displaystyle \int \operatorname {archav} z\;dz=\left(2z-1\right)\arcsin \left({\sqrt {z}}\right)+{\sqrt {z\left(1-z\right)}}+C\,\!}

## 半正矢公式
对于任何球面上的两点，圆心角的半正矢值可以通过如下公式计算：
{\displaystyle \operatorname {hav} \left({\frac {d}{r}}\right)=\operatorname {hav} (\varphi _{2}-\varphi _{1})+\cos(\varphi _{1})\cos(\varphi _{2})\operatorname {hav} (\lambda _{2}-\lambda _{1})}
- {\displaystyle d} 是两点之间的距离（沿大圆，见球面距离）；
- {\displaystyle r} 是球的半径；
- {\displaystyle \varphi _{1}\varphi _{2}} ：点 1 的纬度和点 2 的纬度，以弧度制度量；
- {\displaystyle \lambda _{1}\lambda _{2}} ：点 1 的经度和点 2 的经度，以弧度制度量。

左边的等号 {\displaystyle {\frac {d}{r}}} 是圆心角，以弧度来度量。

## 半正矢定理
给出一个单位球，一个在表面的球面三角形三个过三点 {\displaystyle (u,v,w)} 的大圆所围出来的区域。如图，这个球面三角形的三边分别是 {\displaystyle a}（{\displaystyle \mathbf {u} } 至 {\displaystyle \mathbf {v} }）， {\displaystyle b} （{\displaystyle \mathbf {u} } 到 {\displaystyle \mathbf {w} }）和 {\displaystyle c} （{\displaystyle \mathbf {v} } 至 {\displaystyle \mathbf {w} }）并且角 {\displaystyle C} 对边 {\displaystyle c} 那么有如下关系：
{\displaystyle \operatorname {hav} (c)=\operatorname {hav} (a-b)+\sin(a)\sin(b)\operatorname {hav} (C)}

## 相關函數

### 半餘矢

半餘矢函數的函數圖形

半餘矢（英文：hacoversed sine、hacoversine或 cohaversine）是半正矢的餘角函數，為餘矢函數的一半，寫為hacoversin(θ)、 semicoversin(θ)、 hacovers(θ)、 hacov(θ)或hcv(θ)。
半餘矢定義為：
{\displaystyle \operatorname {hacoversin} z={\frac {1}{2}}\operatorname {coversin} z}
其他等價的定義包括：
{\displaystyle \operatorname {hacoversin} z={\frac {1-\sin z}{2}}}

### 餘的半正矢

餘的半正矢函數的函數圖形

餘的半正矢（英文：haversed cosine or havercosine），是餘的正矢函數的一半，寫為havercosin(θ), havercos(θ), hac(θ)或 hvc(θ)。

升餘弦分佈

餘的半正矢定義為：
{\displaystyle \operatorname {havercosin} z={\frac {1}{2}}\operatorname {vercosin} z}
其他等價的定義包括：
{\displaystyle \operatorname {hacoversin} z=\cos ^{2}\!\left({\frac {z}{2}}\right)={\frac {1+\cos z}{2}}}
一個週期（0 < θ < 2π）的正弦或更常見的餘的半正矢（havercosine）波形也常用於訊號處理和控制理論中，作為脈衝或窗函數的形狀（包括漢恩窗、漢恩–泊松窗和圖基窗），因為它平滑地（在值和斜率上連續）從0遞增到1（對於半正矢），再對稱地遞減回0。 在這些應用中，它被稱為漢恩函數或升餘弦濾波器。 同樣，餘的正矢（vercosine）之半值函數（havercosine）也用於機率論和統計學的升餘弦分佈。
升餘弦分佈可以使用餘的半正矢定義如下：
{\displaystyle f(x;\mu ,s)={\frac {1}{s}}\operatorname {hvc} \left({\frac {x-\mu }{s}}\,\pi \right)\,={\frac {1}{2s}}\left[1+\cos \left({\frac {x-\mu }{s}}\,\pi \right)\right]\,}

### 餘的半餘矢

餘的半餘矢函數的函數圖形

餘的半餘矢（英文：hacoversed cosine、 hacovercosine或 cohavercosine）是餘的半正矢的餘角函數，可定義為餘的餘矢函數的一半，寫為hacovercosin(θ)、 hacovercos(θ)或 hcc(θ)。
餘的半餘矢定義為：
{\displaystyle \operatorname {hacovercosin} z={\frac {1}{2}}\operatorname {covercosin} z}
其他等價的定義包括：
{\displaystyle \operatorname {hacovercosin} z={\frac {1+\sin z}{2}}}